# 쇠피부포자충속
쇠피부포자충속(Besnoitia)은 정단복합체충문 구포자충아강에 속하는 원생생물 속의 하나이다. 등포자충증을 일으키는 등포자충을 포함하고 있다

## 생활사
이 원생생물 속에 속하는 많은 종들의 생활사는 아직 알려지지 않았다. 침파리와 등에 등, 다양한 중간 숙주와 매개 동물이 있다.

## 하위 종
- B. bennetti
- 쇠피부포자충 (B. besnoiti)
- B. tarandi